# Nara (prefektura)
Nara (japanski: kanji 奈良県, romaji: Nara-ken) je prefektura u današnjem Japanu. 
Nalazi se u središnjem dijelu poluotoka Kiija na jugu otoka Honshūa. Nalazi se u chihō Kansaiju.
Glavni je grad Nara.
Organizirana je u 7 okruga i 39 općina. ISO kod za ovu pokrajinu je JP-29.
1. ožujka 2011. u ovoj je prefekturi živjelo 1,396.849 stanovnika.
Simboli ove prefekture su cvijet nara yae zakure (kultivar Prunus verecunda), drvo japanske kriptomerije (Cryptomeria japonica) i ptica japanski drozd (Erithacus akahige).